# 德國國際車展

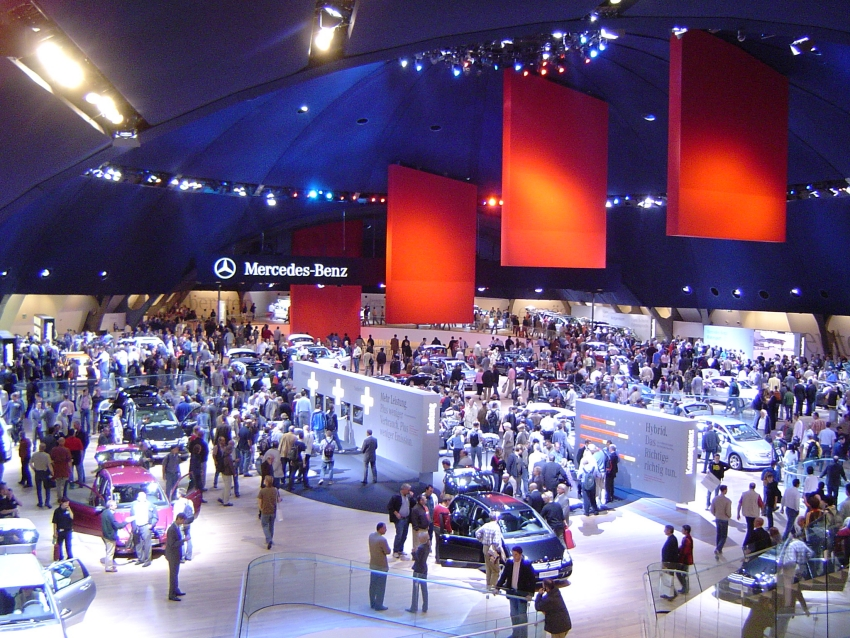
2005年车展，奔驰轿车场地

德國國際車展（德語：Internationale Automobil-Ausstellung，一般縮寫成「IAA」）是兩年一度、曾固定在德國法蘭克福舉辦的國際性汽車展覽。從2021年起，主辦地點改至慕尼黑舉辦。此車展不但為世界五大車展之一，也是歐洲規模最大的國際性車展之一，主辦單位為德國汽車工業協會（Verband der Automobilindustrie e. V.，一般縮寫成「VDA」）。

## 歷史
1897年在德國柏林的布里斯托旅館舉辦第一屆車展，當時的參展車輛僅有8輛。後來直到1911年之間，幾乎每年舉行一次，1905年、1906年、1907年更一年舉辦兩次。接著則因第一次世界大戰被迫停辦，直到1921年才恢復舉行，此屆共計67家汽車製造廠、一百多輛車子參展。因為同盟國戰敗，1921年至1926年之間此車展不准其他外國車廠參加。1923年世界上首度搭載柴油引擎的卡車在此車展亮相，1931年全球第一輛前輪驅動汽車在此車展公開。
1939年在第二次世界大戰尚未開打前車展再度舉行，吸引了約82萬5千名觀眾，福斯Beetle的原型車KdF-Wagen亦首次在本屆公開面世。同年9月二戰爆發，展覽也被迫中斷，直到1950年才恢復。1951年4月位於法蘭克福的會展吸引了約57萬人，相較於同年9月在柏林的會展只有29萬人，主辦單位決定轉移陣地至法蘭克福，從此成為兩年一度的車壇盛事。
1961年第40屆創下了歷史新高紀錄，總共有95萬的參觀人次。該屆的主題著重汽車安全，故座位安全帶成為會展的亮點。1965年日本車廠首度參加本屆展出，1977年所有德國車廠製造的汽車輛數突破4百萬部，故當年的車展替德國車廠注入一劑強心針。1989年第53屆是最後一次客用轎車與商用貨車共同展出，將近2千家車廠參與、參觀人次超過120萬人次。侷限於場地不夠大，主辦單位自此之後決定將客用轎車和商用貨車拆分成兩部分展出。
1991年第54屆時主辦單位決定在奇數年舉辦客用轎車展、偶數年舉辦商用貨車展。故此屆的「純轎車」展相當成功，共有來自43個國家、1,271家車廠參與，吸引超過93萬5千的參觀人次。1992年的純商用車展則有來自29個國家、1,284個車廠參加，吸引28萬7千人參觀，其中66%為貿易商。2001年受到美國911恐怖攻擊事件的影響，主辦單位與汽車商取消了許多慶祝活動與新車發表會，共有80萬名觀眾「靜悄悄地」參觀會展。2011年第64屆時則受到環保意識抬頭及石油危機影響，電動車成為該屆之亮點。
從2021年起，IAA將轉換主辦地點至慕尼黑。

## 外部連結
- （德文）官方網站 （页面存档备份，存于）